# Cot Dirui
Cot Dirui is een bestuurslaag in het regentschap Nagan Raya van de provincie Atjeh, Indonesië. Cot Dirui telt 53 inwoners (volkstelling 2010).